# Буэнависта-де-Куэльяр (муниципалитет)
Буэнависта-де-Куэ́льяр (исп. Buenavista de Cuéllar) — муниципалитет в Мексике, штат Герреро, с административным центром в одноимённом городе. Численность населения, по данным переписи 2010 года, составила 12 688 человек.

## Общие сведения
Название муниципалитета составное: Buenavista с испанского — прекрасный вид и Cuéllar дано в честь губернатора штата Рафаэля Куэльяра.
Площадь муниципалитета равна 304 км², что составляет 0,48 % от площади штата. Он граничит с другими муниципалитетами Герреро: на юго-востоке с Уицуко-де-лос-Фигероа, на юго-западе с Игуала-де-ла-Индепенденсией, на западе и севере с Таско-де-Аларконом, а на северо-востоке с другим штатом Мексики — Морелосом.

## Учреждение и состав
Муниципалитет был образован 13 декабря 1944 года, в его состав входит 27 населённых пунктов, самые крупные из которых:
| Код INEGI | Населённый пункт                                                            | Численность населения (2005 год) | Численность населения (2010 год) |
| 015       | Всего                                                                       | 12 148                           | 12 688                           |
| 0001      | Буэнависта-де-Куэльяр (исп. Buenavista de Cuéllar) (административный центр) | 6762                             | 7131                             |
| 0021      | Санта-Фе-Тепетлапа (исп. Santa Fe Tepetlapa)                                | 1339                             | 1510                             |
| 0015      | Пальмильяс (исп. Palmillas)                                                 | 1121                             | 1104                             |
| 0024      | Сакапалько (исп. Zacapalco)                                                 | 928                              | 892                              |
| 0009      | Коскатлан (исп. Coxcatlán)                                                  | 893                              | 845                              |

## Экономическая деятельность
По статистическим данным 2000 года, работоспособное население занято по секторам экономики в следующих пропорциях: сельское хозяйство, скотоводство и рыбная ловля — 23,6 %, промышленность и строительство — 42 %, сфера обслуживания и туризма — 32,8 %.

## Инфраструктура
По статистическим данным 2010 года, инфраструктура развита следующим образом:
- электрификация: 98,4 %;
- водоснабжение: 90,9 %;
- водоотведение: 93,9 %.

## Туризм
Основной достопримечательностью является приходская церковь Святого Антония в муниципальном центре.